# High and Dry
〈High and Dry〉는 1995년 2월 27일 두 번째 음반 《The Bends》의 첫 번째 싱글로 발매된 영국의 얼터너티브 록 밴드 라디오헤드의 곡이다. 이 음반은 첫 곡인 〈Planet Telex〉와 함께 더블 A 사이드로 발매되었다. 〈High and Dry〉는 1995년 3월 5일 영국에서 발매되었다. 톰 요크는 1980년대 후반 엑서터 대학교에서 학생이었을 때, 그룹 헤드리스 치킨스와 함께 이 곡의 초기 버전을 연주했었다. 이후 라디오헤드는 1993년 〈Pop Is Dead〉라는 곡을 만든 〈High and Dry〉의 스튜디오 버전을 녹음했지만 이 밴드는 이 곡을 "로드 스튜어트 노래"로 일축했다. 《The Bends》를 위한 녹음 세션 동안, 그 밴드의 그 노래에 대한 데모 녹음은 그것이 음반의 나머지 음악들과 잘 어울린다고 생각되었기 때문에 다시 발견되었고 음반에 포함되도록 다시 저장되었다.